# Городская клиническая больница № 31 (Санкт-Петербург)
Городская клиническая больница № 31 Санкт-Петербурга — многопрофильное медицинское учреждение городского подчинения, расположенное на Крестовском острове в Петроградском районе Санкт-Петербурга.

## История
В 1894 году по ходатайству Её Императорского Высочества Евгении Максимилиановны — принцессы Ольденбургской на базе Общины сестёр милосердия им. Святой Евгении на Старорусской улице была основана лечебница для малоимущих. С 1921 года больница стала носить имя Я. М. Свердлова (и получила в народе прозвище «Свердловка»).
С 1932 по 1990 год больница обслуживала партийных, советских и хозяйственных руководителей Ленинграда и области, ветеранов партии. В больнице работали крупнейшие учёные и ведущие специалисты города.
Во время Великой Отечественной войны на базе больницы был развёрнут эвакогоспиталь № 51.
В 1970 году больнице им. Я. М. Свердлова присвоен номер 31.
В 1975 году часть больницы была переведена на Крестовский остров, проспект Динамо, дом 3, в новое здание лечебно-диагностического комплекса, где были размещены многопрофильный стационар на 405 коек и поликлиника (второе поликлиническое отделение расположено в здании Смольного). На Старорусской улице остался филиал № 1, которому в 1990 году был присвоен № 46; с 1993 года — больница № 46 Святой Евгении.
В 1990 году больница на Крестовском была преобразована в «Клинический центр передовых медицинских технологий». В больнице были созданы подразделения для высокотехнологичной медицинской помощи — отделения онкогематологии и пересадки костного мозга, отделение хирургического лечения нарушений ритма сердца (в том числе у детей), отделение пересадки почек и гемодиализа.
В конце 2012 — начале 2013 года была запланирована организация на месте больницы № 31 медицинского центра для судей переезжающих из Москвы в Петербург Верховного и Высшего арбитражного судов, с полным сносом больницы и новым строительством «с нуля». Планы расформирования или переезда больницы, связанные с опасностью для пациентов (в том числе детского онкологического отделения), проблемами с переустановкой сложнейшего оборудования и возможным серьёзным ущербом для городского здравоохранения в целом встретили резкий протест общественности.

## Структура
- Стационар
  - Приёмное отделение
  - Отделение онкологии, гематологии с применением химиотерапии для детей
  - Отделение трансплантации костного мозга с применением интенсивной химиотерапии
  - Отделение онкологии, гематологии с применением интенсивной химиотерапии для взрослых
  - Отделение хирургического лечения сложных нарушений ритма сердца и электрокардиостимуляции
  - Отделение кардиологии
  - Отделение кардиореанимации
  - Отделение неврологии
  - Терапевтическое отделение
  - Отделение гинекологии
  - Хирургическое отделение
  - Отделение трансплантации почек, урологии и нефрологии
  - Отделение физиотерапии и ЛФК
- Амбулаторно-консультативное отделение
- Поликлиника
- Специализированные подразделения
  - Отделение гемодиализа
  - Кабинет гравитационной хирургии крови
  - Отделение переливания крови
- Лабораторно-диагностические подразделения
  - Отделение функциональной и ультразвуковой диагностики
  - Клинико-диагностическая лаборатория
  - Лаборатория иммунологии
  - Лаборатория молекулярной генетики
  - Отделение лучевой диагностики
  - Отделение радионуклидной диагностики
  - Эндоскопическое отделение
  - Патологоанатомическое отделение